# Хрисмологион Николая Спафария
Хрисмологион (в переводе с греческого языка «Собрание пророчеств») – религиозно-политический трактат Николая Гавриловича Спафария (1636–1708), обращенный к русскому царю Алексею Михайловичу.

## История создания
В начале 1670-х гг. при Посольском приказе по инициативе возглавлявшего его боярина Артамона Матвеева создается целый ряд книжных памятников. Это книги светского содержания, предназначенные для царского дома и поэтому «издававшиеся» всего в нескольких «экземплярах»: знаменитый Царский Титулярник, Василиологион, Книга о сивиллах и мн. др. В их составлении самое деятельное участие принимал Николай Спафарий. Эти сочинения, как правило, имеют в своей основе переводы и компиляции из различных греческих и западноевропейских источников. К такого рода памятникам принадлежит и Хрисмологион. В литературном наследии Спафария это сочинение оказалось самым востребованным и распространенным (в настоящее время известно более 40 списков).
Богато декорированный и украшенный одиннадцатью роскошными иллюстрациями список Хрисмологиона был изготовлен в 1673 году и преподнесен царю Алексею Михайловичу.
Рукопись, представляющая собой уникальный памятник русской литературной культуры и книжного искусства XVII столетия, дошла до нас в составе Эрмитажного собрания, и с середины XIX в. хранится в Публичной библиотеке (ныне Российская национальная библиотека).

## Текст
Тема трактата – история христианского мира и особая роль России как последнего православного царства. Эта концепция утверждается в толковании двух известных пророчеств. Первое из них восходит тексту библейской Книги пророка Даниила. Вавилонский царь Навуходоносор видит во сне истукана, имеющего голову из золота, грудь и руки из серебра, бедра из меди, а ноги из железа и глины; Даниил, растолковывая сон, предрекает восхождение и падение четырех великих царств: Вавилонского, Персидского, Греческого и Римского (на иллюстрациях в рукописи они символически изображены в виде льва, медведя, четырехглавого барса и морского зверя). После падения земных монархий утвердится нерушимое царство Божие. Второе пророчество, приписываемое византийскому императору Льву IV, повествует о «русом роде», который придет с Севера, чтобы восстановить в Константинополе попранную завоевателями христианскую веру. «Русый род» автор трактата отождествляет с Россией, возлагая тем самым на московского царя мессианскую роль исполнителя божественных пророчеств.

## Описание
Изящно оформленный подносной экземпляр Хрисмологиона был создан в книгописной мастерской Посольского приказа. Текст написан каллиграфическим полууставом рукой писца старца Маркела; в начале книги помещены две орнаментальные заставки в красках с золотом. Живописные миниатюры выполнены на пергаменных листах и вшиты в рукопись. Над ними работал один из наиболее известных художников своего времени Иван Максимов, ученик знаменитого «царского изографа» Симона Ушакова. По наблюдению искусствоведа В. Г. Ченцовой, эти миниатюры обнаруживают близость в иконографии к иллюстрациям греческой рукописи, созданной в венецианской мастерской книгописца Георгия Клонцаса (эта параллель подкрепляется и текстуальной близостью русского сочинения к тексту греко-венецианской книги).